# Madaras László
Madaras László (Győr, 1953. július 29. –) magyar régész.

## Élete
1971-ben végzett a kecskeméti Bányai Júlia Gimnáziumban. 1972–1977 között a József Attila Tudományegyetem történelem-régészet szakán végzett. 1984-ben egyetemi doktorátust, 1994-ben kandidátusi fokozatot szerzett. Ugyanezen évtől az MTA Köztestületének lett a tagja. 2003-ban a Debreceni Egyetemen is oktatott.
1977−től a Jász-Nagykun-Szolnok Megyei Múzeumok régész-muzeológusa, 1982-1991 között igazgatóhelyettese. 1991-1998 között régészeti osztályvezető, 1998–tól régész-muzeológus. A szolnoki Damjanich János Múzeum munkatársa, illetve a Vámbéri Polgári Társulás tagja.
Ásatásokat végzett többek között Dobán, Jászapátin, Jászárokszálláson, Jászberényben, Karcagon, Kunszentmártonban, Nagykörűn, Öcsödön, Szolnokon, Tiszaörsön, Tiszasülyön, Tiszaszentimrén, Törökszentmiklóson, Túrkevén,

## Elismerései
- 1992 Minisztériumi Nívó-díj

## Művei
- 1975 A kettős honfoglalás elméletének néhány településtörténeti problémája. Acta Iuvenum.
- 1991 A Szentes–kajáni temető és néprajzi vonatkozásai. Debrecen.
- 1994 Das awarenzeitliche Gräberfeld von Jászapáti. Das awarische Corpus – Avar Corpus Füzetek. Budapest–Debrecen.
- 1995 A Tótipuszta-Igar kör és a griffes-indás kultúra kapcsolatai néhány VII-VIII. századi alföldi temető tükrében. Múzeumi kutatások Bács-Kiskun megyében. Kecskemét, 161–166.
- 1995 The Szeged-Fehértó „A” and „B” Cemeteries. Das awarische Corpus - Avar Corpus Füzetek III. Debrecen-Budapest.
- 1999 Az öcsödi avar kori (VII. század utolsó harmada – VIII. század) temető egy különleges lelete és egy lehetséges funkciójának meghatározása a néprajzi párhuzamok segítségével. Tisicum 11, 31–41.
- 2005 Archaeological remains of a steppe people in the Hungarian Great Plain. Napoli. (tsz. B. Genitó)
- 2009 Adalékok a kettős temetkezések egyik változatának értelmezéséhez. Tisicum 19, 333–339.
- 2010 Egy honfoglalás-kori sír Ausztriában. In: A kelet ritka nyugalma. Dunaszerdahely, 23–41.
- 2011 Az avarok „onogur” neve a régészeti kutatások tükrében. In: A segítő kéznek ez a mesterfogása. Dunaszerdahely, 15–40.
- "Árpád népe – Gyula népe". A honfoglaló magyarok emlékanyaga a Közép-Tisza vidéken. Szolnok, Kecskemét, Nagykörű, 2013. november 20–2014. május; Damjanich Múzeum, Szolnok, 2013